# Нојгернсдорф
Нојгернсдорф (њем. Neugernsdorf) општина је у њемачкој савезној држави Тирингија. Једно је од 61 општинског средишта округа Грајц. Према процјени из 2010. у општини је живјело 162 становника. Посједује регионалну шифру (AGS) 16076051.

## Географски и демографски подаци
Нојгернсдорф се налази у савезној држави Тирингија у округу Грајц. Општина се налази на надморској висини од 310 метара. Површина општине износи 3,8 km². У самом мјесту је, према процјени из 2010. године, живјело 162 становника. Просјечна густина становништва износи 43 становника/km².